# دب جرابي
الدب الجرابي أو الكوالا أو الكوال (الاسم العلمي:Phascolarctos) هو جنس من الثدييات يتبع فصيلة الدببة الجرابية من رتبة الثنائيات الأسنان الأمامية.

## أنواع
هناك نوع واحد متبقي من هذا الجنس هو :
- الكوالا أو الكوال أو الكوال الرمادي (الاسم العلمي:Phascolarctos cinereus)